# Eilean Musdile
Eilean Musdile är en obebodd ö i Argyll and Bute, Skottland. Ön är belägen 10 km från Oban.